# Uropyxis amorphae
Uropyxis amorphae ist eine Ständerpilzart aus der Ordnung der Rostpilze (Pucciniales). Der Pilz ist ein Endoparasit der Hülsenfrüchtlergattungen Amorpha und Parryella. Symptome des Befalls durch die Art sind Rostflecken und Pusteln auf den Blattoberflächen der Wirtspflanzen. Sie ist in Nordamerika verbreitet.

## Merkmale

### Makroskopische Merkmale
Uropyxis amorphae ist mit bloßem Auge nur anhand der auf der Oberfläche des Wirtes hervortretenden Sporenlager zu erkennen. Sie wachsen in Nestern, die als gelbliche bis braune Flecken und Pusteln auf den Blattoberflächen erscheinen.

### Mikroskopische Merkmale
Das Myzel von Uropyxis amorphae wächst wie bei allen Uropyxis-Arten interzellulär und bildet Saugfäden, die in das Speichergewebe des Wirtes wachsen. Ihre Spermogonien wachsen meist oberseitig in kleinen Gruppen auf den Wirtsblättern. Die ihnen gegenüber wachsenden Aecien der Art sind gelbbraun und besitzen Paraphysen. Ihre gelblichen Aeciosporen sind 21–26 × 15–19 µm groß, eiförmig bis breitellipsoid und stachelwarzig. Die beid- oder nur unterseitig wachsenden Uredien des Pilzes sind gelbbraun und von Paraphysen umrahmt. Die hellgelblichen Uredosporen sind 18–22 × 14–16 µm groß, eiförmig bis ellipsoid und stachelwarzig. Die beidseitig wachsenden Telien der Art sind schwarzbraun, pulverig und unbedeckt, sie besitzen Paraphysen. Die kastanienbraunen Teliosporen sind zweizellig, in der Regel breitellipsoid, warzig und meist 40–46 × 30–35 µm groß.

## Verbreitung
Das bekannte Verbreitungsgebiet von Uropyxis amorphae reicht vom südlichen Kanada bis in den Süden der USA.

## Ökologie
Die Wirtspflanzen von Uropyxis amorphae sind diverse Amorpha- und Parryella-Arten. Der Pilz ernährt sich von den im Speichergewebe der Pflanzen vorhandenen Nährstoffen, seine Sporenlager brechen später durch die Blattoberfläche und setzen Sporen frei. Die Art durchläuft einen makrozyklischen Entwicklungszyklus mit Spermogonien, Aecien, Telien und Uredien. Als autoöker Parasit macht sie keinen Wirtswechsel durch.